# Alex Mecum
Ephraim Karl Nielson (Lehi, 6 de desembre de 1987), conegut pel nom artístic Alexander Mecum hipocorísticament com Alex Mecum, és un actor pornogràfic i model estatunidenc. El pseudònim de l'actor fa referència a cognoms dels seus pares, Alexander per part de mare i Mecum per part de pare, i el feia servir molt abans del seu debut en la indústria del porno.

## Vida primerenca
Va néixer i es va criar a Lehi, dins l'estat de Utah. Allà, va ser educat en la fe mormona de l'Església de Jesucrist dels Sants dels Darrers Dies. També ha viscut a Nova York i Kansas.
Quan era un infant, va aprendre a tocar el piano. A més, per la càrrega que tenia la religió en la seva vida quotidiana, va voler renegar de l'homosexualitat; però en va ser incapaç.
Més endavant, del 2007 al 2008, va treballar a la immobiliària Ivory Homes a Salt Lake City com a supervisor assistent; llavors va esdevenir tècnic de servei de l'empresa Ccam Enterprises a West Valley City. El 2011, doncs, va fer d'autòmat a Nu Skin Enterprises a Provo (Utah) i d'aquell any fins al 2013, de mecànic de sistemes insustrials a Becton, Dickinson and Company. Finalment, el 2014 va ser tècnic d'Ultradent Products, a la població de South Jordan.
Va estudiar a la Universitat de la Vall de Utah, a Orem, a la facultat de matemàtiques (2015–2016) i d'informàtica (2015–2018). Sense haver finalitzat els estudis, va decidir de mudar-se temporalment al Canadà.

## Carrera
Inicialment, va treballar com a model eròtic. També va aparèixer en escenes en solitari de films fets per LegendMen.com. Li semblava agradable, fins i tot sensual, practicar l'exhibicionisme.
Va encetar la seva carrera com a actor pornogràfic gai el juny de 2015 tant amb una motivació econòmica com per interès genuí: coneixia el món del porno gràcies al fet que el seu xicot d'aleshores havia treballat per a Sean Cody. El seu primer film, de la productora CockyBoys, es titula Alex Mecum Fucks Justin Matthews, i hi surt acompanyat de Justin Matthews. Després, va passar a treballar, entre d'altres, amb Falcon Studios, Men.com, Next Door Entertainment, Men At Play, Titan Media, Hot House Entertainment i Kink.com.
Va interpretar el Capità Amèrica a la paròdia Captain America: A Gay XXX Parody del 2016. El mateix any, va aparèixer a més a més al documentari de Charlie David I'm a Pornstar: Gay4Pay.
El gener de 2016, va encapçalar la llista de les cinc estrelles porno gais més cercades a Male Pay Per View. Va ser l'actor de porno gai més cercat a la xarxa el 2017 i el segon el 2018, segons Str8UpGayPorn.
Juntament amb companys de professió, va animar públicament els estatunidencs a votar el 6 de novembre de 2018 a les eleccions al congrés estatal.
Avui, com que resideix al Canadà, a més de guanyar-se la vida amb les produccions pornogràfiques en què participa, hi teletreballa.

## Vida personal
El 2019, va contraure matrimoni amb el també actor de porno gai Carter Dane, amb qui es va tornar a mudar al Canadà. No tenen fills.
| « | Tots dos veiem el sexe com una necessitat humana que pot ser emprada per a coses diferents. Pot emprar-se d'una manera purament egoista en què l'altre és merament un mitjà per a satisfer un desig de l'ànima. El sexe pot ser una manera de sotmetre al poder o de mostrar poder, pot ser una expressió d'art o de passió, o un mitjà per a incrementar la intimitat. El sexe pot ser emprat per a expressar qualsevol cosa. | » |
| — Alex Mecum, «Alex Mecum: He's Hunky, Well Hung, A Husband And A Humanist» de James Franklin a DNA. | |   |